# Ardfinnan
Ardfinnan (iriska: Ard Fhíonáin) är en ort i republiken Irland. Den ligger i provinsen Munster, i den centrala delen av landet, vid en flod. Ardfinnan ligger 31 meter över havet och antalet invånare är 946.
Terrängen runt Ardfinnan är platt åt nordväst, men åt sydost är den kuperad. Trakten runt Ardfinnan består i huvudsak av jordbruksmark.